# (16079) Imada
(16079) Imada (1999 RP181) – planetoida z pasa głównego asteroid okrążająca Słońce w ciągu 3,45 lat w średniej odległości 2,28 j.a. Odkryta 9 września 1999 roku.